# البرسي الفضل
البرسي الفضل وهي قرية تقع لى ضفاف النيل الأزرق، حيث تقع البرسي شمال شرق ولاية سنار بالسودان على بعد 45 كيلومتر تقريباً من سنار، وتقع بالقرب من ود العباس، وشرق ودالحداد.

## التعليم في البرسي
أول مدرسة أُسست في القرية عام 1918م التي كانت رافداً تعليمياً وحيداً في منطقة النيل الأزرق الممتدة من الدمازين إلى رفاعة، ثم تأسست مدرسة للبنات عام 1959م.وتوجد بالبرسي الآن جميع المراحل الدراسية.كان لوصول الكهرباء الي القرية في العام 1985 اثر كبير في تغير الحياة في المنطقة من سنار حتى البرسي مرورا بعدد من القرى التي استفادت منها مما ساعدعلي تحسن مستوى المعيشة والعلم وتيسير أمور الناس عامة.

## المرافق الصحية والثقافية
يوجد بها مستشفى حديث ومجهز بأحدث الوسائل والمعدات وكذلك الكوادر الطبية، إلى جانب نادي البرسي الفضل الرياضي الثقافي الاجتماعي. وبها مشروع زراعي حيوي وهو مشروع جادين البرسي الزراعي. وبها غابة من اشجار السنط والطلح يمتد طولها حوالي كيلو متر تقريباً. مجتمع القرية مجتمع مترابط ومتواصل.